# Ancien siège du Courrier picard
L'ancien siège du Courrier picard est un bâtiment art-déco situé à l'angle des rues Paillat et de la République à Amiens qui fut le siège social du quotidien Le Progrès de la Somme puis Courrier picard entre 1944 et 2018.
Si l'angle de l'immeuble est de style Art-déco, les deux ailes du XVIIe siècle sur les restes de l'ancien monastère de la Visitation Sainte-Marie fondé en 1640 et établit ici jusqu'à la Révolution.
Après le rachat du quotidien par le groupe Voix du Nord, il est proposé à la vente en 2014 et le siège déménage boulevard du port d’Aval en avril 2018; en 2019, un programme immobilier prévoit la requalification de l'immeuble par la création d'une cinquantaine de logements et trois maisons.
La totalité de l'immeuble situé à l'angle de la rue Paillat et de la rue de la République, ainsi que les façades et toitures des deux ailes de l'ancien couvent de la Visitation sont inscrites aux monuments historiques par arrêté du 13 mai 2019. A l'étage sont conservés une série de vitraux due au maître-verrier boulonnais Gaëtan Jeannin.